# Peripsychoda pholidotes
Peripsychoda pholidotes és una espècie d'insecte dípter pertanyent a la família dels psicòdids, endèmic de Borneo.

## Descripció
- Femella: similar al mascle, però amb el cap i les ales sense una capa tan densa de pèls espatulats; les ales molt més estretes i ales de 2,1 mm de llargada i 0,9 mm d'amplada.[1]
- Mascle: cos de color marró i amb el cap, els palps, l'escap i el pedicel densament recoberts de pèls espatulats; ulls separats per 6 facetes de diàmetre; sutura interocular sense projecció mitjana; vèrtex 3 vegades tan llarg com l'amplada del pont ocular; cibari amb les vores moderadament fortes; antenes d'1,1 mm de llargària i de 16 artells; tòrax sense patagi; ales d'1,9-2,3 mm de longitud i 0,9-1,2 mm d'amplada, marrons (més fosques a la cel·les costal i cubital) i amb la vena subcostal acabant a la base de R2+3; edeagus bifurcat.